# حكيم بن جبلة العبدي
حُكَيْم بن جَبَلة العَبْدي: هو حكيم بن جبلة بن حصن بن أسود بن كعب العبدي من بني عبد القيس. أحد المنتفضين ضد عائشة حين جائت إلى البصرة، حيث هب ومعه جمع من سبعمئة فارس. هاجر مع قومه إلى البصرة في عهد عمر بن الخطاب، وكان من جملة الثائرين على عثمان وقتلته، وذلك بعد أن وضعه عثمان تحت الإقامة الجبرية في البصرة ومنعه من مغادرتها. ولم تكن له رواية عن النبي صلى الله عليه وسلم. قتل في الأحداث التي سبقت موقعة الجمل.

## ترجمته في كتب الرجال
- ترجمه ابن الأثير في «أسد الغابة في معرفة الصحابة» بقوله: ”كان رجلا صالحا له دين، مطاعًا في قومه، وهو الذي بعثه عثمان على السند فنزلها“.[2]
- ترجمه خير الدين الزركلي في كتابه «الأعلام» بقوله: ”حُكيم بن جبلة العبدي، من بني عبد القيس، صحابي، كان شريفا مطاعا، من أشجع الناس، ولاه عثمان إمرة السند“'.[3]
- ترجمه ابن عبد البر في «الاستيعاب في معرفة الأصحاب» بقوله: ”كان رجلا صالحا له دين، مطاعًا في قومه، وهو الذي بعثه عثمان على السند فنزلها“'.[4]

## اولاده واحفاده
ومن ولده كان أبو بكر يموت بن المزرع بن موسى بن سنان بن حكيم ابن جبلة ، أحد الرواة العلماء ، وهو ابن اخت عمرو بن بحر الجاحظ ،وكان 
ليموت ابن اسمه مهلهل ، من أهل العلم أيضا والرواية ، بصريون ، سكن يموت دمشق وبها مات سنة 304 ، واسم يموت محمد ، وانما يموت لقب . 

## ثناء علي بن أبي طالب عليه
أثنى علي بن أبي طالب على حُكَيْم بن جبلة العبدي وأبدى تفجّعه بمقتله ونصّ على أنه نال منزلة رفيعة في أبيات قالها، رواها البلاذري حيث روى: (فخرج علي في سبعمئة من الأنصار وورد الربذة، فقدم عليه المثنى بن محربة العبدي فأخبره بأمر طلحة والزبير، وبقتل حُكيم بن جبلة العبدي فيمن قُتل من عبد القيس وغيرهم من ربيعة، فقال علي عليه السلام:
```
[
5
]
```

## وصلات خارجية
- إرشاد الفحول للشوكاني.
- البحر المحيط للزركشي.